# Lima Barreto
Lima Barreto   (Rio de Janeiro, 13 de maig de 1881 - Rio de Janeiro, 1 de novembre de 1922) nom de ploma d'Afonso Henriques de Lima Barreto va ser un escriptor i periodista brasiler. El seu estil era un pont entre la novel·la realista i naturalista i l'avantguarda immediatament posterior. La seva obra més coneguda és El trist final d'en Policarpo Quaresma.

## Biografia
Fill de la professor Amália Augusta Barreto i João Henriques de Lima Barreto, tipògraf, ambdós mulats. Vivien a Rio de Janeiro quan van tenir el primer fill, Afonso. Malgrat l'estat de salut dèbil, la mare va tenir encara tres fills més: Carlindo, Evangelina i Eliézer. Quan va morir, als 35 anys, Afonso no tenia encara set anys, i el més petit no arribava als dos.
El dia que Afonso feia els set anys s'aplicà la Llei Àuria (13 de maig de 1888), per la qual s'abolí l'esclavitud al Brasil, tot i que aquesta llei no va canviar els prejudicis contra les diferents ètnies. Quan es proclama la República, l'any 1889, la família se'n va a l'Illa del Governador on el pare João ha trobat feina, tret d'Afonso, que roman a Rio de Janeiro per acabar els estudis i ser doctor. Amb setze anys va a l'Escola Politècnica per estudiar enginyeria civil, on descobreix la seva vocació d'escriptor. És allà on va començar a escriure en diaris estudiantils i a ser conegut entre els companys.
L'any 1902, però, s'ha de fer càrrec de la família, ja que el pare embogeix de cop. A conseqüència d'això, tornen a Rio de Janeiro i Afonso ha de deixar els estudis per mantenir la família. Comença a treballar al Ministeri de Guerra, on coneix Domingos Ribeiro Filho i l'introdueix al món dels cafès per on passava la intel·lectualitat de l'època. Allà fa amistat amb periodistes i en poc temps comença a col·laborar amb diaris, com ara Correio da Manhã. Per motius de salut deixa de treballar al Ministeri, però per altra banda comença a escriure en una de les revistes més populars: la Fon-Fon. Escriu els primers capítols de Recordações do escrivão Isaías Caminha, i com que no té mitjans per publicar-la, funda amb uns amics la revista Floreal, amb intenció de publicar escriptors compromesos amb els problemes de la societat. Al tercer número publica els primers capítols de la seva novel·la, que és quan crida l'atenció d'alguns crítics, però el número següent seria l'últim definitivament. A causa d'aquesta manca de mitjans de publicació per donar a conèixer la seva crítica, cau en una depressió que el porta a l'alcoholisme. Escriu Vida e morte de M. J. Gonzaga de Sá, però els editors només publiquen autors consagrats o de determinada classe social. Va trobar millor rebuda a Portugal. Escull l'obra Recordações do escrivão Isaías Caminha i l'editor proposa publicar-la però si renuncia als drets d'autor. Afonso accepta, però encara triguen un any a posar-s'hi d'acord, en el qual l'autor cau en desesperació i torna a beure. Es publica l'any 1909 i es crea un silenci al respecte: els diaris no van rebre notícies, i si les havien rebut, no volien o no podien publicar res sobre l'obra. En menys de tres mesos escriu Triste fim de Policarpo Quaresma, publicada en fulletons al diari Jornal do Comércio el 1911. Torna a haver-hi silenci, pel que es decanta a escriure fulletons d'aventures, com ara As aventuras do Doutor Bogóloff, O Chamisco i Entra, Senhórr.
A causa del deliri que li provoca la beguda, es torna agressiu i acaba ingressat a un hospici, on escriu el conte Como o homem chegou. Hi passa dos mesos, i quan torna a casa escriu Numa e a ninfa en vint-i-cinc dies. Comença a col·laborar en diaris i revistes, com l'A.B.C. i Careta. Amb motiu de publicació de Triste fim de Policarpo Quaresma, demana un préstec. El volum anirà acompanyat dels contes A nova Califórnia i O homem que sabia javanês. Amb aquesta obra aconsegueix el reconeixement dels crítics, tot i que arriba en un moment inoportú, ja que esclata la I Guerra Mundial. Afonso es decantarà pel bàndol dels oprimits.
L'any 1918 li diagnostiquen invalidesa pels serveis públics, l'ingressen a l'hospital i, des del llit, envia els originals de Vida e morte de M. J. Gonzaga de Sá a Monteiro Lobato, qui li fa una proposta de publicació on per primer cop rebria drets d'autor. Es publica l'any següent i és ben rebut per la crítica. No obstant, la nit de nadal, després d'un nou deliri, torna a l'hospici on s'hi estarà dos mesos. Durant la seva estada, comença el Diário do hospício, on pretén publicar O cemitério dos vivos, encara que mai va acabar-la. El mateix any publica també el llibre de contes Histórias e sonhos.
Als quaranta anys mostra un físic molt deteriorat. El metge Ranulfo Prata, admirador de l'escriptor, vol cuidar d'ell i aconsegueix que es traslladi a São Paulo. Allà té ocasió de pronunciar una palestra, ell, que detestava parlar en públic, i a l'hora a la qual havia de començar el troben mort.
L'1 de novembre de 1922, Afonso Henriques Lima Barreto és mort per una aturada cardíaca. Al seu enterrament va gent humil que l'admiraven. Finalment havia aconseguit el seu propòsit; la gent del poble havia llegit els seus llibres.

Només 48 hores després de la mort d'Afonso, el seu pare comença a agonitzar.

## Obra
Mentre era a l'Escola Politècnica comença a publicar als diaris estudiantils A Lanterna i A Quinzena Alegre, sota el pseudònims “Alfa Z” i “Momento de Inércia”. El seu estil era irònic i sarcàstic, on caricaturitzava els professors i criticava alguns fets o situacions de l'Escola. A partir de 1903 treballa per diaris com Correio da Manhã, el més important de Rio de Janeiro a l'època. Publica uns reportatges novel·lats sobre les excavacions del Morro de Castelo amb motiu de la reurbanització de la ciutat, i és aquí quan despunta en el món de la ficció per sobre del periodisme.
Comença a escriure Clara dos Anjos, tot i que fins a l'any de la seva mort no l'acaba. La novel·la tracta de la historia de la Clara, una noia mulata seduïda per un noi de família rica que la deixa embarassada i es desentén de la situació. La família d'ell, no només veu normal que ell no vulgui saber res, sinó que troba agosarat que una mulata proposi matrimoni com a solució per aquest embaràs, com si fos desbaratat. En aquesta novel·la es denuncia aquest racisme hipòcrita que es vivia, les injustícies i desigualtats i els prejudicis contra les diferents races.
L'any 1907 funda la revista Floreal, amb pretensions crítiques i compromeses amb la societat, on publica els primers capítols de Recordações do escrivão Isaías Caminha, una novel·la creada per provocar l'escàndol. Critica la impremta del moment i atacava especialment els escriptors i el propietari del diari Correio da Manhã, i ho feia d'una manera rebel, donant pas al Pre-Modernisme. Segons el mateix autor, el llibre va ser fet per desagradar, per denunciar que un home, amb les condicions d'Isaías, que ho té tot per triomfar, no ho fa pels prejudicis. Aquesta, juntament amb Vida e morte de M. J. Gonzaga de Sá i Triste fim de Policarpo Quaresma, són tres novel·les amb trets autobiogràfics.
En 1909 publica Recordações do escrivão Isaías Caminha a Portugal, i l'any següent escriu, en tres mesos, Triste fim de Policarpo Quaresma, publicat en fulletons. Aquesta novel·la és una sàtira on es critica el nacionalisme idealitzat. El protagonista creu que Brasil és el millor país del món i que s'ha de reforçar el nacionalisme, sacrificant el que calgui per la pàtria. Al final acaba sol i derrotat, sense deixar enrere els prejudicis, però sense saber veure la realitat.
Posteriorment publica As aventuras do Doutor Bogóloff, una sèrie d'aventures publicada a manera de fulletons, on es criticaven els polítics brasilers, a més de O Chamisco i Entra, Senhórr.
Durant una estada en un hospici escriu el conte Como o homem chegou, que tracta d'un boig portat de Manaus a Rio de Janeiro per ser internat en un hospici. El viatge té una durada de quatre anys. En sortir, escriu Numa e a ninfa, on torna a criticar els polítics i la seva cort, un altre cop en forma de sàtira.
El 1916 publica en volum Triste fim de Policarpo Quaresma, juntament amb els contes A nova Califórnia i O homem que sabia javanês. El conte A nova Califórnia tracta de la moralitat de les persones, capaces de profanar tombes per benefici propi: crear or, un bé material. L'altre també tracta el tema moral, de com un home ha de ser poc honrat per poder tirar endavant.
En Vida e morte de M. J. Gonzaga de Sá (1919) denuncia els mals de la terra, l'aristocràcia, el racisme, l'obsessió per ser doctor, etc. Pretenia fer una defensa dels humiliats i els ofesos. Poc abans publica Os bruzundangas, on fa una crítica severa del Brasil del moment. Mentre és a l'hospici per segon cop (1920) crea el Diário do hospício, on pretén publicar O cemitério dos vivos. També publica el llibre de contes Histórias e sonhos el mateix any.
Quan mor, deixa una obra de disset volums, entre llibres de memòries, articles de diaris, la novel·la que mai va acabar, la correspondència que va tenir, els contes i les novel·les, aquestes últimes les més importants de l'autor.

## Estil
Lima Barreto escrivia de manera compulsiva i desordenada. Potser començava més d'una obra i no les acabava. Té tres novel·les amb trets autobiogràfics: Recordações do escrivão Isaías Caminha, Vida e morte de M. J. Gonzaga de Sá i Triste fim de Policarpo Quaresma.
Es diu que amb la novel·la Recordações do escrivão Isaías Caminha inaugura la rebel·lia en el premodernisme brasiler, encara que estava més aviat situat al Modernisme. Hi fa una crítica molt dura i audaç del diari més important del moment, escrit d'una manera «mal feta, de vegades brutal, però sempre sincer». La seva obra cerca desagradar i escandalitzar.
A l'obra As aventuras do Doutor Bogóloff fa molta sàtira i crítica els polítics brasilers, i a O Chamisco i Entra, Senhórr utilitza el to humorístic. La literatura de Lima Barreto pretén ser la veu dels que no poden demanar justícia de cap altra manera. Escrivia per denunciar les injustícies, la intolerància, i el racisme, i ho feia amb un llenguatge simple i clar, col·loquial, per donar versemblança als personatges de les obres, no il·lustrats i, per tant, que serien incapaços de parlar de manera més ornamentada, i per poder ser enteses per ells, els lectors a qui anaven dirigides. Afonso capta en els seus escrits els grans esdeveniments que van passar en aquella època, la fase republicana, la rebel·lió contra Floriano Peixoto, les primeres manifestacions feministes, el fanatisme pel futbol, etc.

## Llistat d'obres
Novel·les
- Recordações do escrivão Isaías Caminha (1909)
- Triste fim de Policarpo Quaresma (1915).
- Numa e a ninfa (1915)
- Vida e morte de M. J. Gonzaga de Sá (1919)
- Clara dos Anjos (1948, publicació pòstuma)

Sàtira
- Os Bruzundangas (1923)
- Coisas do reino de Jambom (1953, publicació pòstuma)

Contes
- O homem que sabia javanês e outros contos (1911)
- Histórias e sonhos (1920)
- Outras histórias e Contos argelinos (1952, publicació pòstuma)

Articles i cròniques
- O Subterrâneo do castelo no morro (1905)
- Bagatelas (1923)
- Feiras e mafuás (1953, publicació pòstuma)
- Marginália (1953, publicació pòstuma)
- Vida urbana (1953, publicació pòstuma)

Altres
- Diário íntimo (memòria) (1953, publicació pòstuma)
- O cemitério dos vivos (memòria) (1953, publicació pòstuma)
- Impressões de leitura (crítica) (1956, publicació pòstuma)
- Correspondência ativa e passiva (1956, publicació pòstuma)

### Traduccions al català
- El trist final d'en Policarpo Quaresma. Traducció: Josep Domènech Ponsatí.  Martorell: Adesiara editorial, 2017. ISBN 978-84-16948-06-2.[7]